# رشته‌کوه ازوپ
رشته‌کوه ازوپ (به لاتین: Ezop Range) یک رشته‌کوه در روسیه است که در سرزمین خاباروفسک واقع شده‌است. رشته‌کوه ازوپ ۲٬۲۴۱ متر بالاتر از سطح دریا واقع شده‌است.